# 韩松 (1965年)
韩松（1965年5月—），男，汉族，山东临沂人，中国共产党、中华人民共和国政治人物。

## 生平
曾任职于中华人民共和国国务院办公厅，国家工商行政管理总局。
2006年，外放至陕西省西安市，先后担任西安市人民政府副市长，中共西安市委常委、副市长等职。
2017年，任中共西安市委副书记。2022年，当选为西安市人大常委会主任。
2025年7月14日，因涉嫌严重违纪违法接受中央纪委国家监委的纪律审查和监察调查。